# Hemnes (localitate)
Hemnes este o localitate din comuna Aurskog-Høland, provincia Akershus, Norvegia, cu o suprafață de 0,68 km² și o populație de 639 locuitori (2013).